# Hold On Pain Ends
| Совокупная оценка | Совокупная оценка |
| Источник          | Оценка            |
| ----------------- | ----------------- |
| Metacritic        | 74/100            |
| Оценки критиков   |                   |
| Источник          | Оценка            |
| AllMusic          | [ 2 ]             |

Hold On Pain Ends — четвёртый альбом американской пост-хардкор-группы The Color Morale. Это первый релиз группы, вышедший на лейбле Fearless Records. Релиз альбома состоялся 2 сентября 2014 года.

## Об альбоме
Название альбома было объявлено вместе с переходом группы на лейбл Fearless Records. Более подробную информацию, список композиций, обложку альбома группа анонсировала 2 июля 2014 года. В записи альбома участвовали приглашённые гости: Дэйв Стивенс (We Came as Romans) и Крэйг Оуэнс (Chiodos). Продюсером альбома стал Майк Грин.

## Список композиций
| №                   | Название                                                    | Длительность |
| ------------------- | ----------------------------------------------------------- | ------------ |
| 1.                  | «Damnaged»                                                  | 3:18         |
| 2.                  | «Outer Demons»                                              | 3:34         |
| 3.                  | «Prey for Me»                                               | 3:36         |
| 4.                  | «Lifeline (Left to Write)»                                  | 3:32         |
| 5.                  | «Scar Issue»                                                | 3:10         |
| 6.                  | «Suicide;Stigma» (feat. Dave Stephens of We Came as Romans) | 3:40         |
| 7.                  | «The Ones Forgotten by the One Forgetting»                  | 2:08         |
| 8.                  | «Developing Negative» (feat. Craig Owens of Chiodos)        | 4:36         |
| 9.                  | «Is Happiness a Mediocre Sin?»                              | 3:21         |
| 10.                 | «Between You and Eye»                                       | 4:16         |
| 11.                 | «Throw Your Roses»                                          | 4:04         |
| 12.                 | «Hold On Pain Ends»                                         | 4:57         |
| Общая длительность: | Общая длительность:                                         | 44:12        |

## Участники записи
- Гаррет Рэпп — вокал
- Дэвин Кинг — соло-гитара
- Аарон Сандерс — ритм-гитара, бэк-вокал
- Майк Хонсон — бас-гитара, бэк-вокал
- Стив Кэри — барабаны